# Spoorlijn Solothurn - Moutier
De spoorlijn Solothurn – Moutier is een Zwitserse spoorlijn van de voormalige Zwitserse spoorwegonderneming Solothurn-Münster-Bahn (SMB) gelegen in kanton Bern.

## Geschiedenis
De spoorverbinding van Birstal door de Weissensteintunnel naar Solothurn was oorspronkelijk als internationale transportlijn van oostelijk Frankrijk naar de Alpen gedacht, maar de lang geplande en in 1915 geopende Grenchenbergtunnel schoof de transitlijn op maar de internationale verbinding kwam niet tot stand. De Solothurn-Münster-Bahn (SMB) is ook bekend als Solothurn-Moutier-Bahn en als Chemin de fer Soleure-Moutier. De onderneming had haar hoofdkantoor in Solothurn.
Op 3 augustus 1908 nam de Solothurn-Münster-Bahn haar enkelsporige traject tussen Alt Solothurn (tegenwoordig Solothurn West) en Moutier (Münster) in het Franstalige Berner Jura op.
In de jaren zeventig van de vorige eeuw ontwikkelde de spoorlijn ten noordwesten van de stad Solothurn zich tot voorstadslijn.

## Elektrische tractie
Het traject van de Solothurn-Münster-Bahn werd geëlektrificeerd met de Schweizerische Bundesbahnen (SBB) gebruikelijke spanning van 15.000 volt 16.7 Hz wisselstroom en het treinverkeer met elektrische tractie werd op 2 oktober 1932 begonnen.

## Afbeeldingen

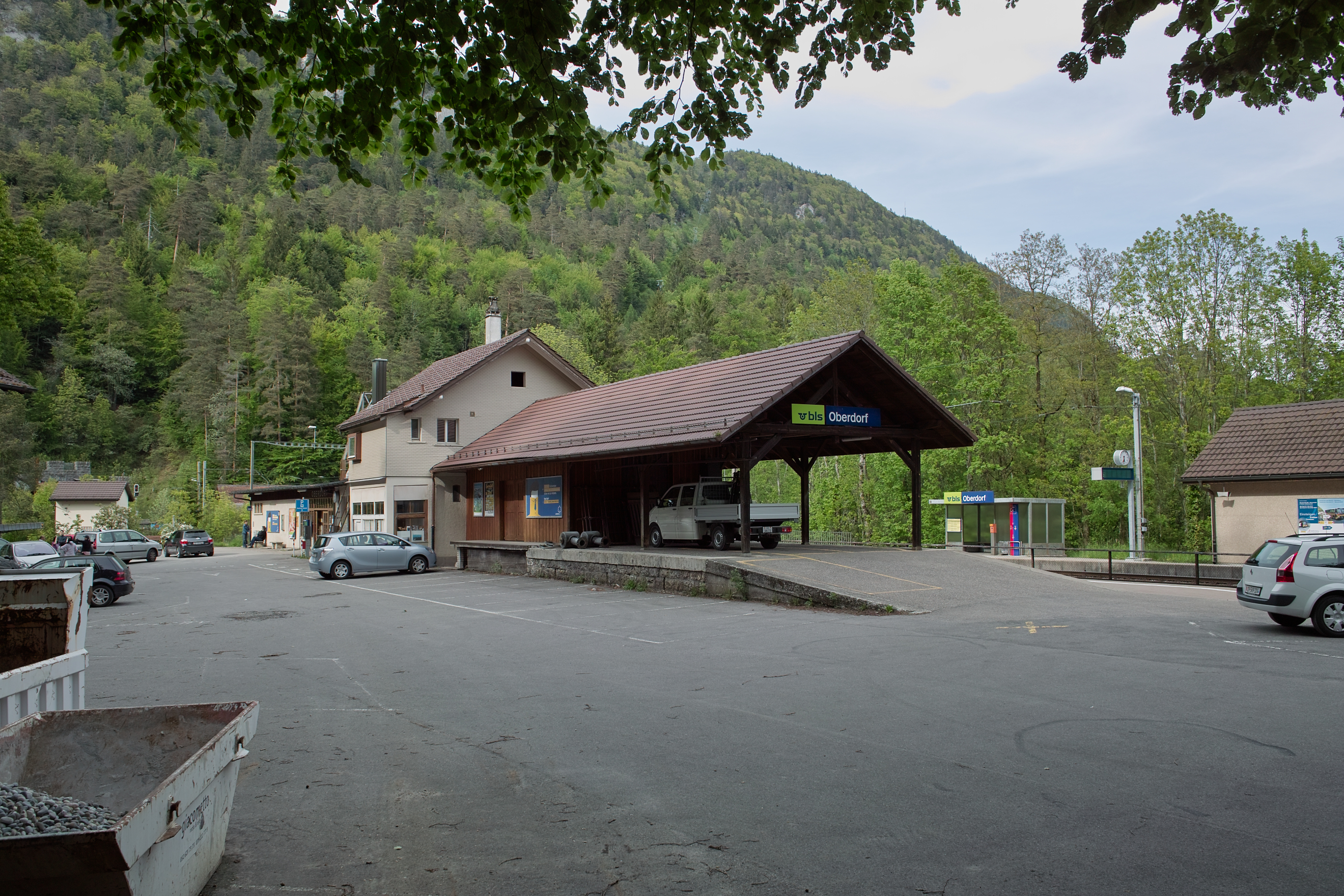
Station Oberdorf
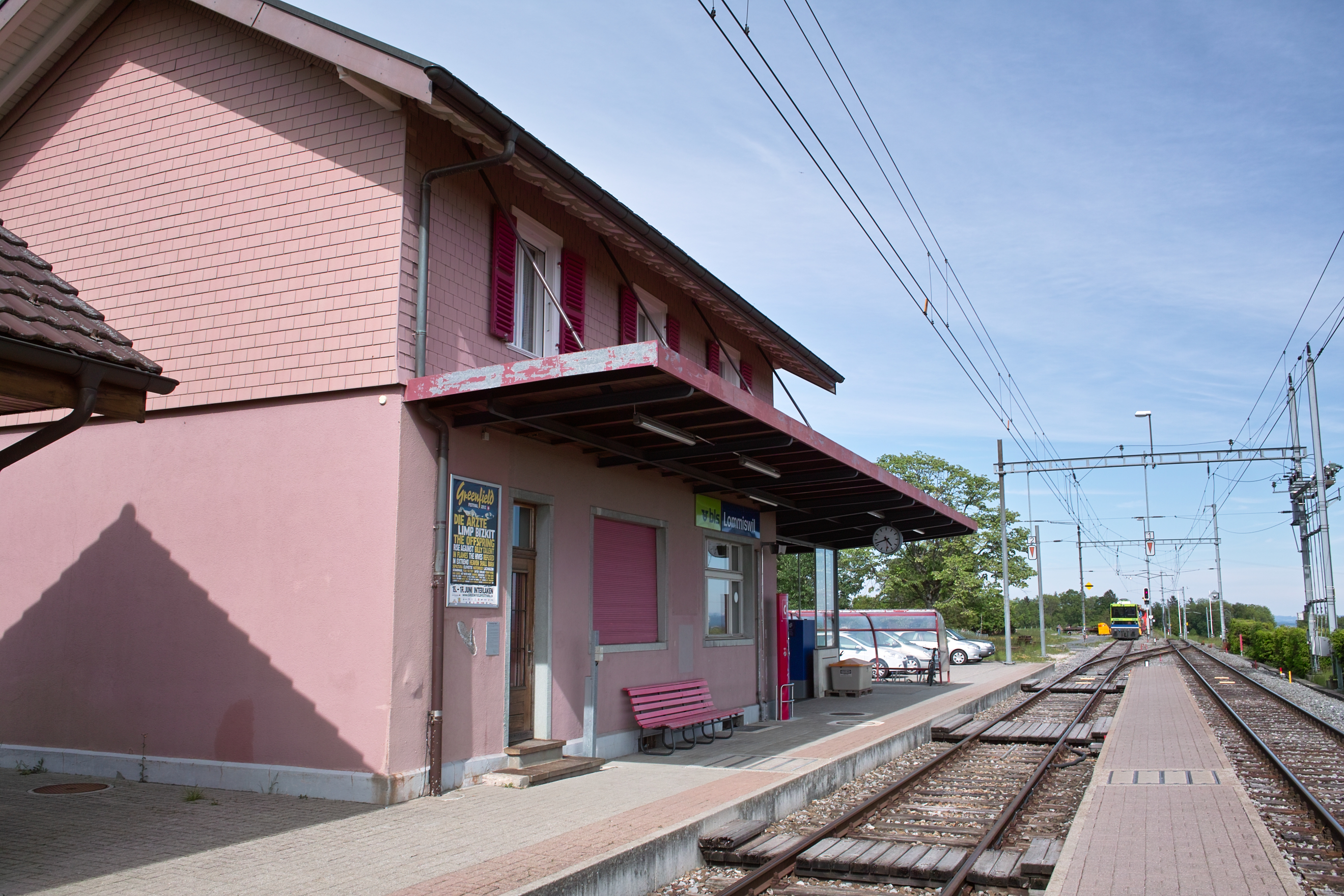
Station Lommiswil
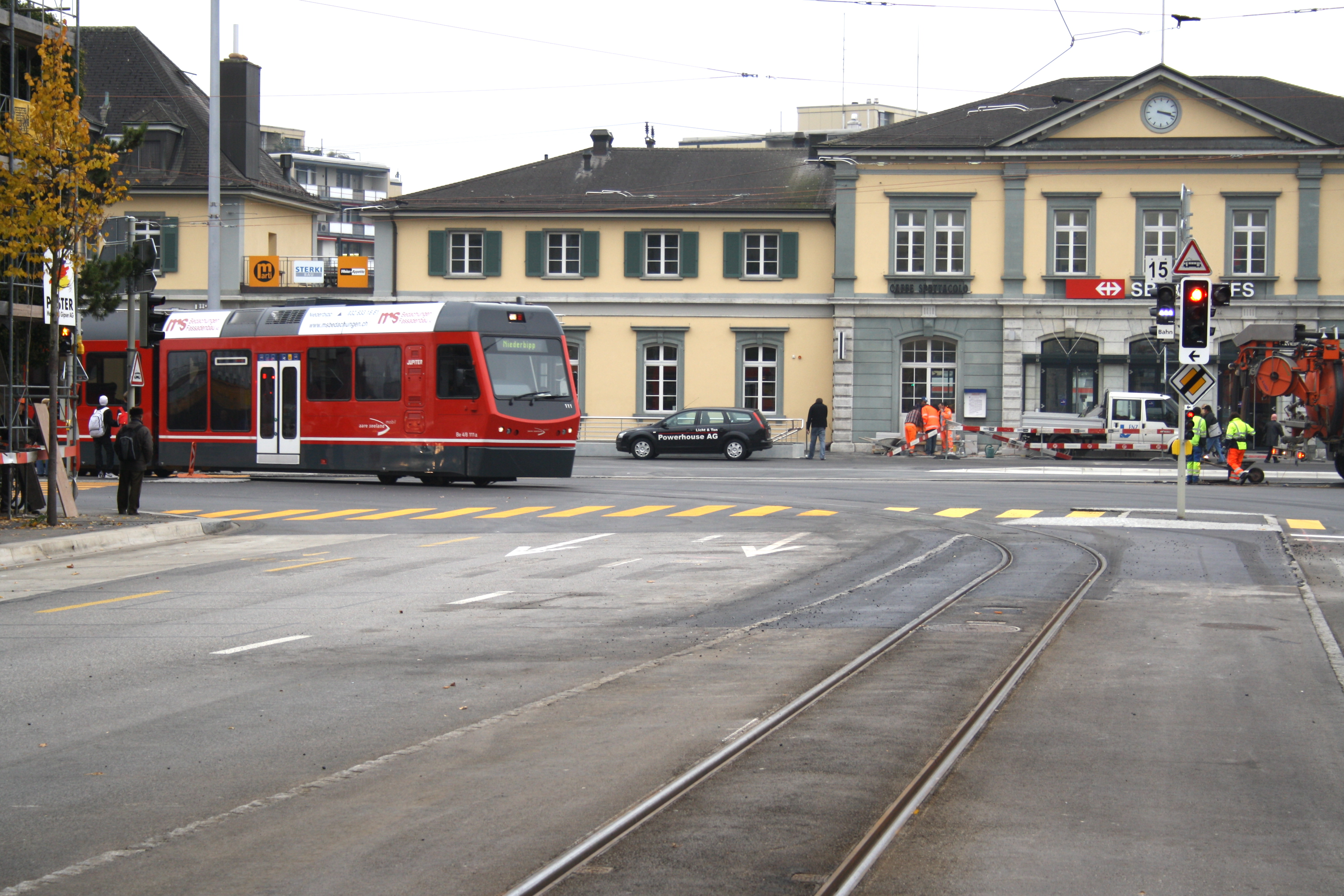
Station Solothurn